# 폭스바겐 시로코
폭스바겐 시로코(Volkswagen Scirocco, VW Scirocco)는 독일의 자동차 메이커인 폭스바겐의 전륜구동 3도어 해치백으로, 골프를 기반으로 탄생한 전륜구동 3도어 프리미엄 쿠페이다.

## 1세대

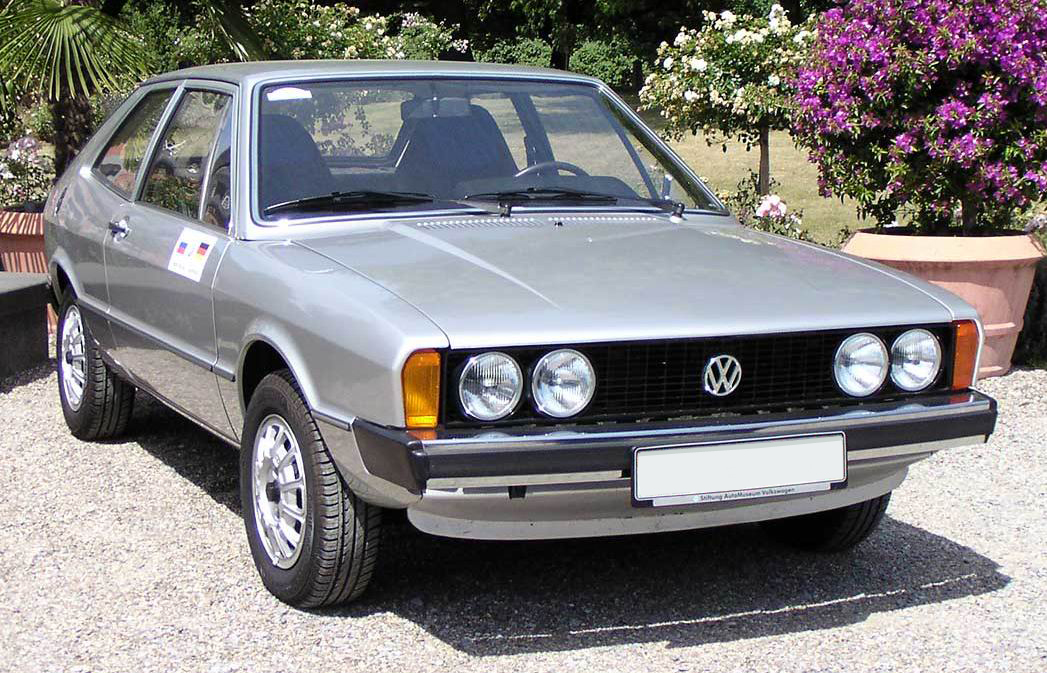

1974년에 출시되었다.

## 2세대

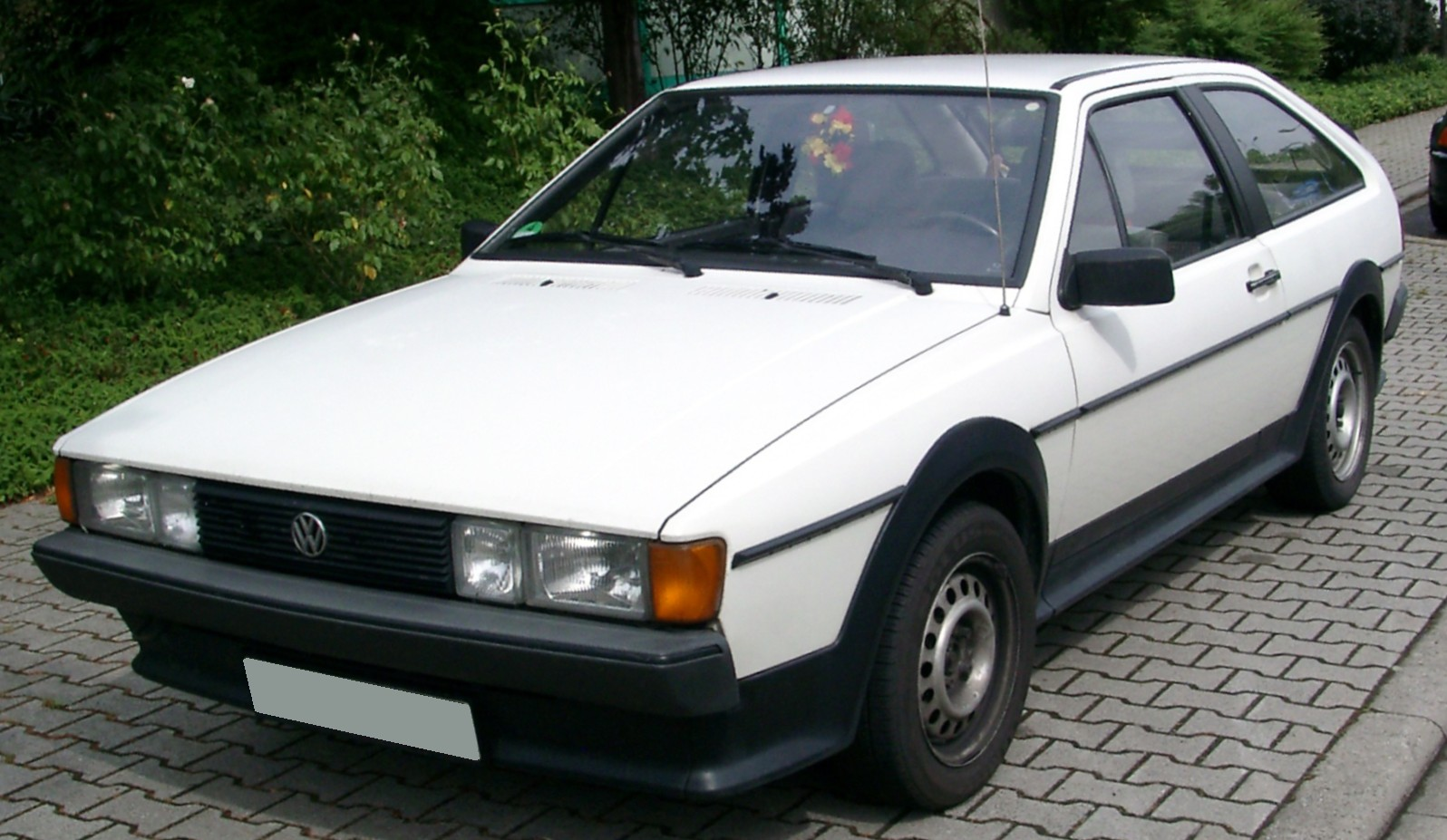

1981년에 출시했으며, 1992년 폭스바겐 코라도에 자리를 내주고 잠시 단종되었다. 코라도는 대한민국에 한동안 정식 수입되어 판매된 적이 있다.

## 3세대
2007년 IROC이라는 이름의 콘셉트 카로 선보인 후, 골프의 전륜구동 플랫폼 기반으로 2008년에 부활했다. 시로코, 시로코 R-라인(드레스업 모델) 그리고 265마력 2.0리터 가솔린 터보 엔진의 시로코 R로 라인업이 이루어진다. 대한민국에는 2012년 2월에 3세대 모델이 출시되었으며, 골프 GTD와 공용하는 170마력 2.0리터 커먼레일 디젤 엔진이 장착된 드레스업 모델인 R-라인이 먼저 선보였다. 시로코 R은 2012년 9월에 들어왔다.
2015년에 부분 변경을 거쳤는데, 이 때 대한민국 시장에서 가솔린 R 모델의 판매가 중지됐다.
2018년에 후속 모델 없이 단종되었다. 이후 세투발 현지공장은 폭스바겐 티록이 생산 중이다.